# Gornja Krušica
Gornja Krušica je zátoka v Chorvatsku, která se nachází na ostrově Šolta ve Splitsko-dalmatské župě. V zátoce žije  obyvatel. Zátoka se nachází na severním cípu ostrova Šolta, ve spodní části východní zátoky.
V Gornje Krušici se nachází také oblast sportovních a rekreačních aktivit a 2 plavecké bazény. Gornja Krušica je součástí Gornji Sela.

## Hospodářství
Hospodářství Gornje Krušice závisí na rybolovu a cestovní ruchu. V zátoce se nachází malý přístav. V zátoce nejsou žádné stravovací (restaurační) zařízení nebo obchody.